# 流蘇副獅子魚
流蘇副獅子魚，為輻鰭魚綱鮋形目杜父魚亞目獅子魚科的其中一種，分布於東北太平洋的巴拿馬海域，棲息深度約3243公尺，體長可達8.2公分，為深海底棲性魚類，屬肉食性，生活習性不明。

## 擴展閱讀
維基物種上的相關：流蘇副獅子魚